# Gienierał Markow
"Gienierał Markow" (ros. Бронепоезд "Генерал Марков") – lekki  pociąg pancerny wojsk Białych podczas wojny domowej w Rosji.
Został utworzony 17 czerwca 1919 r. w Dżankoju na bazie pociągu pancernego nr 3 Armii Krymsko-Azowskiej. Nazwano go imieniem jednego z wybitnych dowódców Armii Ochotniczej gen. Siergieja L. Markowa, który zginął 25 czerwca 1918 r. Pociąg wchodził w skład 5 Dywizjonu Pociągów Pancernych. Dowódcą został kpt. Wasilij I. Sipiagin. Od sierpnia 1919 r. pociąg uczestniczył w walkach z wojskami bolszewickimi, a także oddziałami ukraińskimi Semena Petlury w rejonie Jelizawetgrad-Berdyczów-Tyraspol. W listopadzie tego roku odjechał do Charkowa dla przeformowania. W styczniu 1920 r. został opuszczony przez załogę w rejonie stacji kolejowej Tyraspol. Według części źródeł nastąpiło to podczas odwrotu na Krym.